# Tempus Fugit (livro)
Tempus Fugit é um livro de autoria do escritor e psicanalista brasileiro Rubem Alves.

## Análise sumária
Nesta obra, o escritor revela que:
Uma das coisas que faço melhor, literariamente, são as crônicas: efêmeras capturas de uma verdade. Em todas elas, uma teologia "absconditum".
Mas Alves revela algo além: a possibilidade de transformar este gênero em Poesia. Com belas ilustrações, a obra compõe-se de 21 histórias curtas, plenas de imagens metafóricas, emoções que são despertas mesmo por situações pequenas, efêmeras, como o tempo que foge.
Num transporte constante, Rubem Alves revela uma das possibilidades existentes apenas na literatura: dialoga com seus "amigos" escritores, brasileiros ou não, vivos ou já falecidos. Não é enfadonho ao citar um Walt Whitmann, e o traz para o mesmo plano dos poetas Vinícius, Drummond, Cecília Meireles, evocados numa mesma crônica ("Glória da Manhã").
Suas crônicas mais se parecem com um bate-papo informal, mas assim mesmo transcendente; íntimo, mas profundo: "Tenho medo de morrer e ir para o céu. Eu me sentiria um estranho por lá"…

## Excertos
- "Brinco com a minha tristeza como quem cuida de uma amiga fiel…" ("Tristeza")

- "E é só agora, Drummond, que compreendo o que você diz no seu poema "Ausência", onde você afirma não lastimar o espaço vazio. Não deveria ser assim… Acontece que, depois da partida, só fica a ferida, ferida que não se deseja curar, pois ela traz de novo à memória o belo que uma vez foi." ("Tristeza")

- "Quem está possuído pelo amor não se move bem nas coisas do poder…" ("Namorados")

- "Penso o povo brasileiro menos como um povo que sofre muito (e sofre), mas como um povo de esperança agonizante." ("Estou Cansado")

### Contracapa
"Sentia que o relógio chamava para o seu tempo, que era o tempo de todos aqueles fantasmas, o tempo da vida que passou… Tenho saudades dele. Por sua tranqüila honestidade, repetindo sempre, incansável, "tempus fugit". Ainda comprarei um outro que diga a mesma coisa. Relógio que não se pareça com este meu, no meu pulso, que marca a hora sem dizer nada, que não tem histórias para contar. Meu relógio só me diz uma coisa: o quanto eu devo correr para não me atrasar…
Mas o relógio não desiste. Continuará a nos chamar à sabedoria: "tempus fugit…"
Quem sabe que o tempo está fugindo descobre, subitamente, a beleza única do momento que nunca mais será…"
R. Alves
O Retorno ETerno

## Livros do mesmo autor
- Por uma educação romântica
- A escola com que sempre sonhei sem imaginar que pudesse existir
- Conversas com quem gosta de ensinar
- Estórias de quem gosta de ensinar
- A alegria de ensinar.
- As contas de vidro e o fio de nylon
- Concerto para corpo e alma.
- O amor que acende a lua
- O Quarto do Mistério
- O patinho que não aprendeu a voar
- A volta do pássaro encantado
- A Pipa e a Flor